# Shoah en Serbie
La Shoah en Serbie sous occupation allemande recouvre les persécutions, les déportations et l'extermination subies par les Juifs de Serbie entre 1941 et 1945. Le génocide est exécuté par les nazis dans le territoire du commandant militaire en Serbie, administration imposée par le Troisième Reich après l'invasion de la Yougoslavie en avril 1941. Ces crimes sont principalement commis par les autorités d'occupation allemandes, qui appliquent les politiques raciales nazies, avec le concours des gouvernements fantoches collaborationnistes établis par l'Allemagne.
Dès le début de l'occupation, les nazis imposent des lois raciales qui catégorisent les Juifs et les Roms comme des Untermensch (« sous-humains »). L'occupant impose aussi deux gouvernements civils fantoches pour appliquer ses directives.
Les Juifs sont les principales victimes des persécutions mais les Roms sont eux aussi ciblés. La Wehrmacht est chargée d'exécuter la Shoah ; les soldats de l'armée régulière allemande sont les principaux acteurs de l'extermination,. Leurs opérations sont soutenues par le gouvernement fantoche de Milan Nedić ainsi que le Mouvement national yougoslave ZBOR, organisation fasciste dirigée par Dimitrije Ljotić. Les principaux instruments d'assassinat sont les camps de concentration et les Gaswagen. En mai 1942, la Serbie occupée fait partie des premiers territoires déclarés « judenfrei ». Sur ce territoire occupé, les nazis ont assassiné environ 18 000 juifs serbes.
Les principaux coupables de la Shoah en Serbie traduits devant la justice sont les officiers nazis Harald Turner, August Meyszner et Johann Fortner. Milan Nedić, emprisonné, s'est suicidé et Ljotić est mort dans un accident de voiture. En 2019, 139 Serbes avaient reçu le titre de Justes parmi les nations.

## Contexte

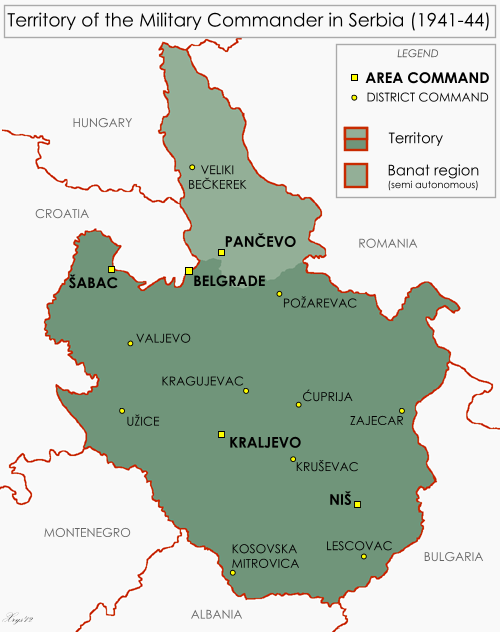
Territoire du commandant militaire en Serbie.

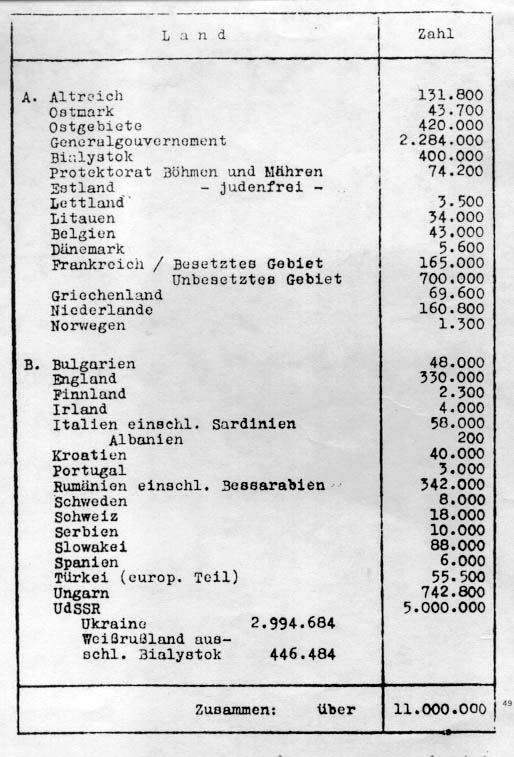
Liste des objectifs de la conférence de Wannsee

Anton Korošec, ministre yougoslave aux affaires étrangères, est un prêtre catholique romain qui dirige les conservateurs slovènes. En septembre 1938, il déclare : « Il n'existait pas de question juive en Yougoslavie... Les réfugiés juifs venus d'Allemagne nazie ne sont pas les bienvenus ici ». En décembre 1938, le rabbin Isaac Alkalai, seul membre juif du gouvernement, est limogé.
Le 25 mars 1941, Paul de Yougoslavie signe le pacte tripartite, engageant le royaume de Yougoslavie aux côtés des puissances de l'Axe. Ce pacte est extrêmement impopulaire, notamment en Serbie et au Monténégro, et des manifestations protestent contre la signature. Le 27 mars, des officiers serbes renversent Paul. Le nouveau gouvernement retire son soutien à l'Axe mais il n'annule pas le pacte tripartite. Les forces de l'Axe, menées par le Troisième Reich, envahissent la Yougoslavie en avril 1941.
Les forces de l'Axe démantèlent la Serbie et plusieurs pays se partagent l'occupation du territoire : la Hongrie, la Bulgarie, l'Italie et l'État indépendant de Croatie. En Serbie centrale, l'occupant nazi instaure le territoire du commandant militaire en Serbie (Gebiet des Militärbefehlshabers in Serbien), la seule région yougoslave placée sous la tutelle directe du gouvernement militaire allemand ; l'administration quotidienne est confiée au chef allemand de l'administration militaire. Le commandant militaire allemand de Serbie nomme un gouvernement civil fantoche pour la Serbie : il a pour mission d'exécuter les tâches administratives d'après les directives nazies. La police et l'armée de ce régime fantoche sont sous l'autorité des commandants allemands.
En juillet 1941 commence en Serbie un soulèvement massif contre l'occupant, ce qui conduit à la proclamation de la république d'Užice, le premier territoire libéré en Europe pendant la Seconde Guerre. Le dictateur Adolf Hitler ordonne personnellement d'écraser la révolte et l'armée allemande commence l'assassinat de dizaines de milliers de civils serbes, dont des milliers de Juifs. Pour appuyer la répression, l'occupant établit en août 1941 le régime fantoche de Milan Nedić, qui est aussi responsable de nombreuses opérations relatives à la Shoah, comme le recensement et l'arrestation des Juifs et la codirection du camp de concentration de Banjica à Belgrade.

## La Shoah

### Législations antisémites

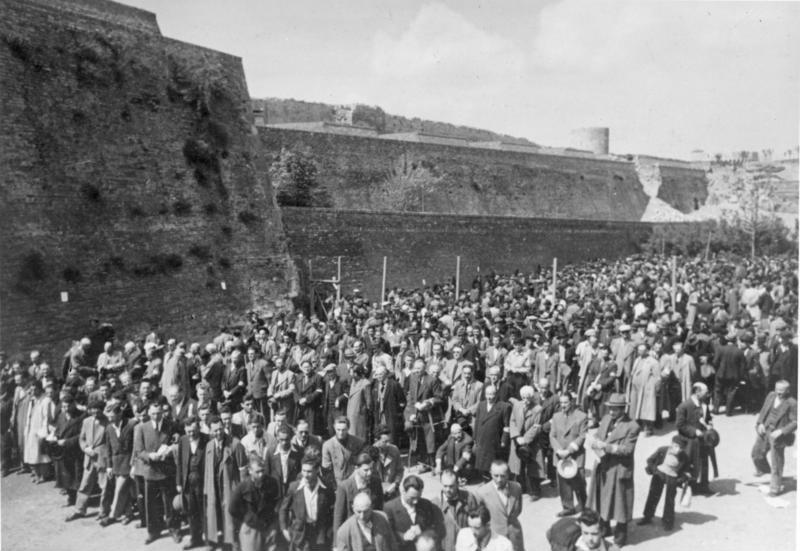
Victimes juives raflées par les Allemands après l'invasion en Yougoslavie des forces de l'Axe.

Le 13 avril 1941, avant la capitulation officielle de l'Armée royale yougoslave, Wilhelm Fuchs — chef des Einsatzgruppen basés à Belgrade — ordonne le recensement des Juifs de la ville. Il annonce que tous ceux qui manqueraient de se signaler seraient fusillés. Peu après, le colonel von Keisenberg émet un décret qui restreint leur liberté de circulation. Le 29 avril 1941, Harald Turner, chef de l'administration militaire allemande en Serbie, donne l'ordre de recenser tous les Juifs et tous les Roms en Serbie occupée. Cet ordre leur impose le port de brassards jaunes, instaure l'exploitation du travail forcé et le couvre-feu, limite leur accès à la nourriture et aux autres approvisionnements et leur défend d'utiliser les transports publics.
Le 30 mai, le commandant militaire de Serbie, Helmuth Förster, édicte les principales lois raciales : « Les décrets au sujet des Juifs et des Roms » (Verordnung betreffend die Juden und Zigeuner), qui catégorisent les personnes considérées comme juives ou roms. Celles-ci sont évincées de la vie publique et économique, leurs biens sont confisqués, elles doivent s'inscrire sur des listes spéciales (Judenregister et Zigeunerlisten) et sont livrées aux travaux forcés. En outre, les Juifs et les Roms doivent porter un ruban jaune ; ils sont exclus de tout emploi dans les institutions publiques et il leur est interdit d'exercer dans les domaines du droit, de la médecine, de la dentisterie, de la médecine vétérinaire et de la pharmacie ; ils n'ont plus accès aux cinémas, aux théâtres, aux salles de divertissement, aux bains publics, aux terrains de sport et aux marchés.

### Début des persécutions

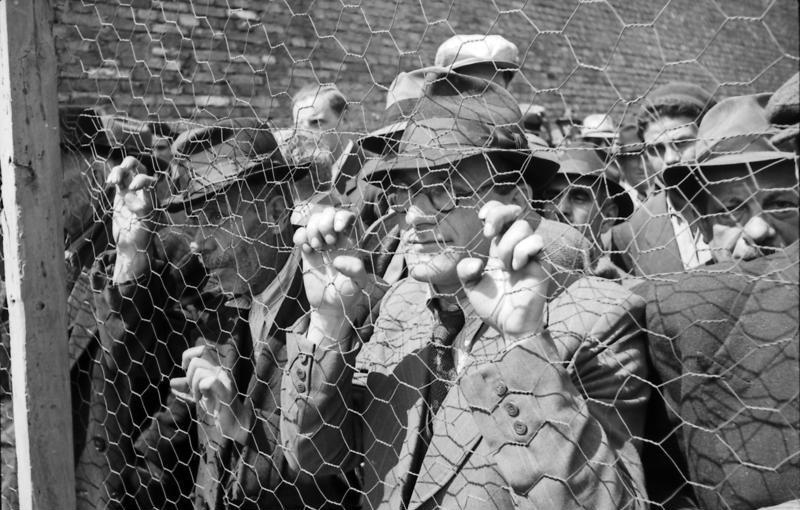
Victimes juives arrêtées à Belgrade en 1941.

Dès les premiers jours de l'occupation, des membres de l'Einsatzgruppe Jugoslawien commencent à cambrioler et piller les entreprises juives. Par la suite, ces sociétés sont confisquées à cause des législations antisémites et leur contrôle est souvent confié à des Volksdeutsche locaux. La confiscation s'étend aussi à tous les biens immeubles, personnels et religieux des Juifs. Une forme particulière de vol est « la contribution », qui représente 12 millions de dinars et que les Juifs de Belgrade sont obligés de verser au titre des « dégâts causés aux Allemands pendant la guerre d'avril, que les Juifs ont provoquée ». En outre, les nazis forcent les Juifs de Belgrade à verser 1,4 million de dinars dans un « Fonds pour l'éradication des actions judéo-communistes ». Les Allemands et les Volksdeutsche maltraitent et brutalisent les Juifs dans les rues ; en parallèle, à Belgrade, les Volksdeutsche et les partisans de Dimitrije Ljotić capturent des Juifs plus âgés et leur infligent des traitements cruels. Les nazis, avec l'appui des Volksdeutsche et des partisans de Ljotić, détruisent et profanent les temples juifs. L'occupant enrôle tous les hommes juifs âgés de 14 à 60 ans et toutes les femmes juives de 16 à 40 ans pour les soumettre à des travaux forcés pénibles pendant 17 ou 18 heures par jour, sans repos. Les victimes sont forcées d'exécuter les travaux les plus difficiles, comme déblayer à mains nues les débris et les cadavres provoqués par les bombardements lourds des Allemands contre Belgrade. Ceux qui ne peuvent tenir le rythme sont fusillés par leurs gardiens allemands.

### Assassinat des hommes juifs

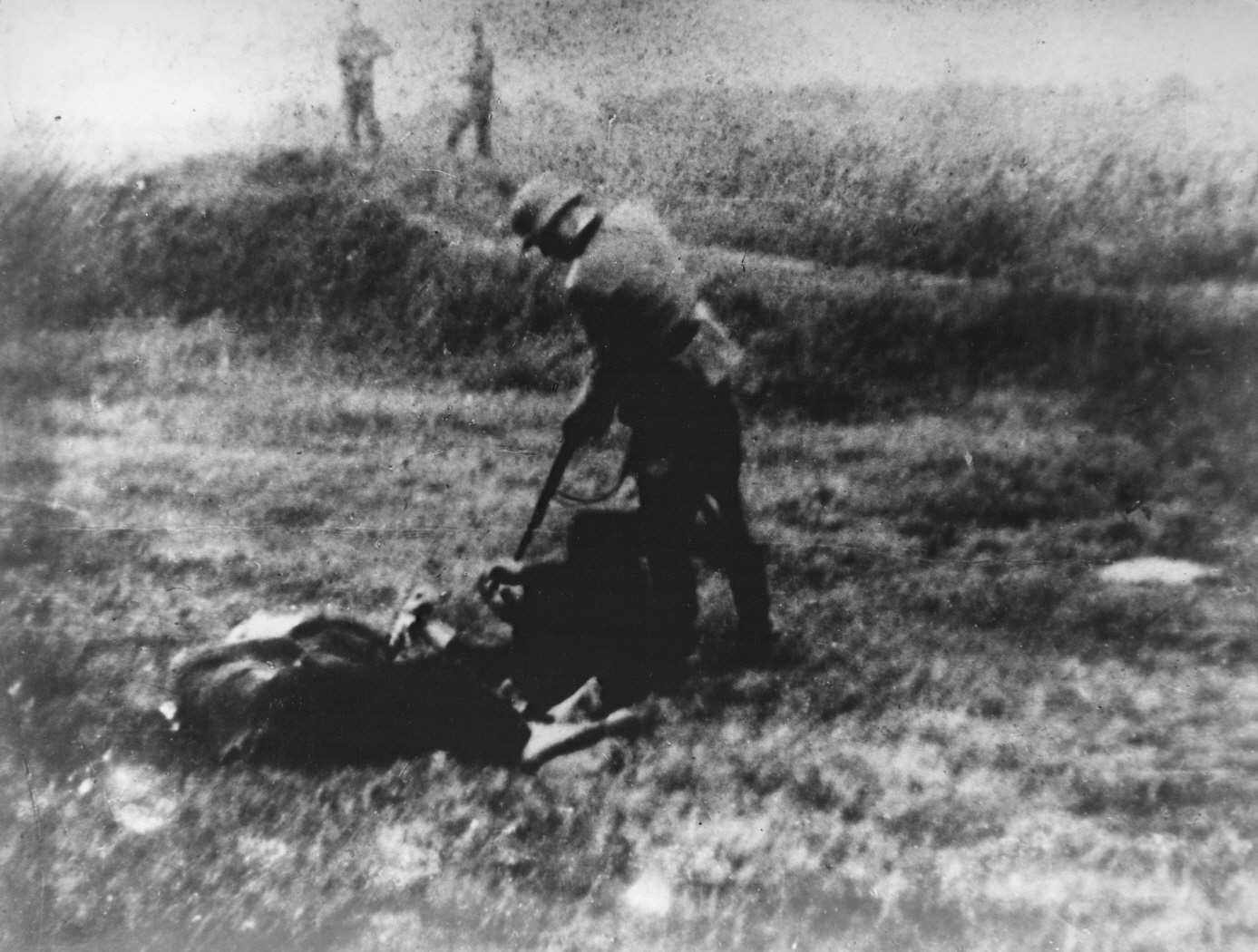
Soldat allemand braquant son arme sur un prisonnier à Jajinci, où de nombreux hommes juifs ont été assassinés.

Les nazis exécutent la destruction des Juifs serbes en deux phases distinctes. La première, qui dure de juillet à novembre 1941, concerne les hommes, qui sont fusillés dans le cadre des représailles de l'armée allemande contre la montée des insurgés partisans antinazis en Serbie. En octobre 1941, le général Franz Böhme ordonne l'exécution de 100 civils pour chaque soldat allemand tué et 50 pour chaque blessé. Böhme précise que les otages doivent être issus de « tous les communistes, les gens soupçonnés de l'être, tous les Juifs et un nombre limité d'habitants nationalistes ou aux idées démocrates ». Au total, environ 30 000 civils serbes sont exécutés par les nazis pendant les deux premiers mois de cette politique, dont 5 000 hommes juifs, soit presque tous les hommes juifs de plus de 14 ans en Serbie et dans le Banat.
À la fin de l'été 1941, la Gestapo et les Volksdeutsche locaux ont déjà raflé tous les Juifs du Banat et les ont déportés aux camps de concentration de Topovske Šupe et de Sajmište. Les Allemands procèdent à la première arrestation d'otages à Belgrade en avril 1941. D'août à novembre 1941, ils raflent les hommes adultes juifs dans le reste de la Serbie et les emprisonnent à Topovske Šupe. Ces détenus forment le principal réservoir d'otages juifs promis à la fusillade dans le cadre des représailles sur les civils serbes. Depuis ce camp, les occupants raflent et exécutent les juifs dans plusieurs sites à Jajinci, Jabuka (près de Pančevo), etc. 500 juifs du Banat sont exécutés à Deliblatska peščara, dans le Sud de la région, tandis que d'autres sont tués pendant les assassinats menés ailleurs, comme les massacres de Kragujevac et de Kraljevo. Ainsi, à partir de novembre 1941, « il ne restait presque plus d'hommes juifs en vie susceptibles d'être utilisés comme otages ».

### Assassinat des femmes et des enfants

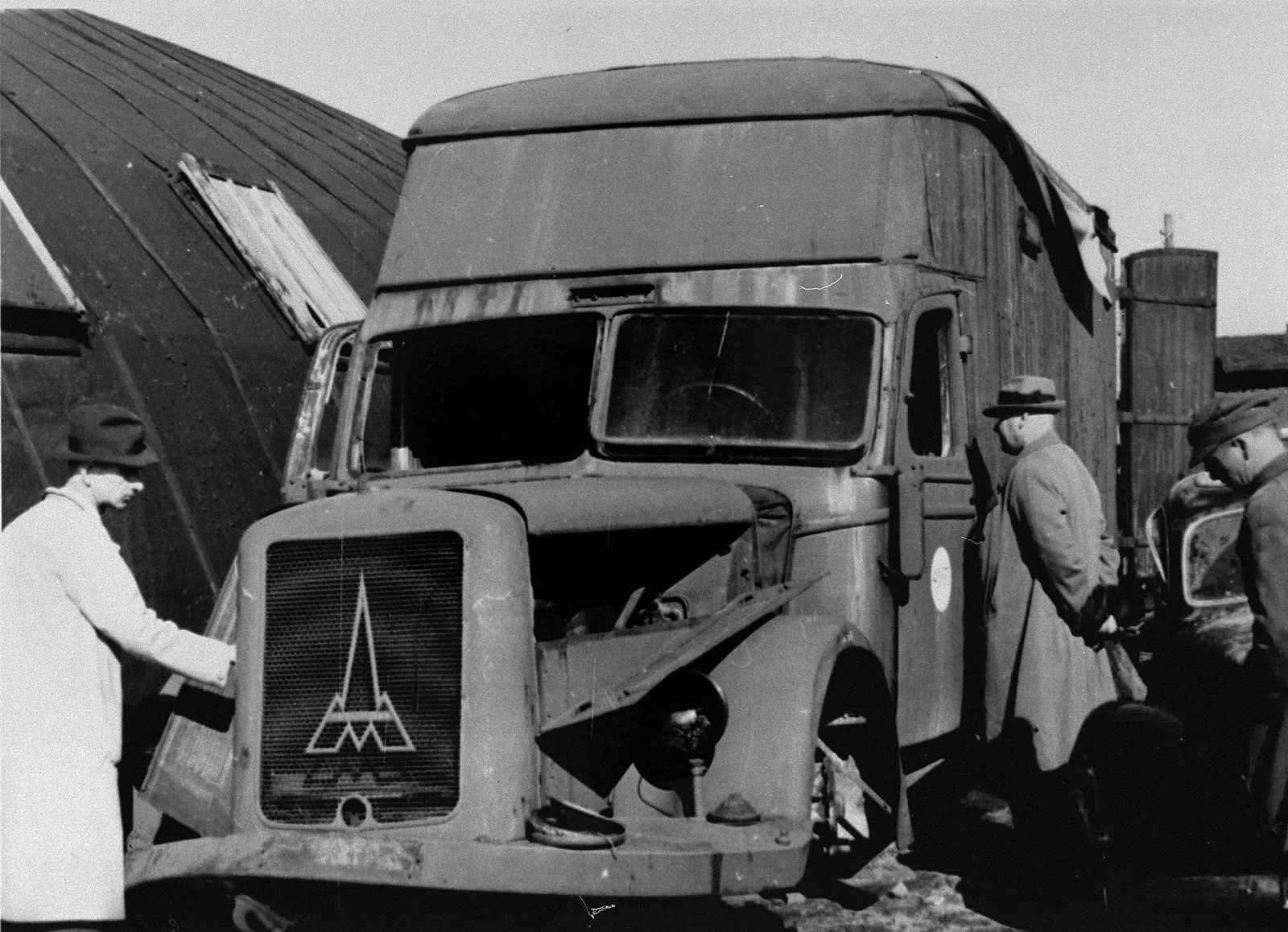
Gaswagen semblable à celui utilisé à Sajmište pour asphyxier les femmes et les enfants juifs. Le pot d'échappement renvoyait les fumées vers un compartiment scellé à l'arrière. Une fois le dispositif installé, il suffisait de 10 à 15 minutes pour assassiner jusqu'à 100 victimes enfermées.

La deuxième phase du génocide, entre décembre 1941 et mai 1942, est l'incarcération des femmes et des enfants au camp de concentration de Semlin, ou Sajmište, puis leur exécution dans des camions asphyxiants appelés Sauerwagen (voir : Gaswagen). Le camp de concentration nazi, établi sur l'ancien parc d'exposition — aussi connu sous le nom de Staro Sajmište — près de Zemun, est implanté près de Belgrade, de l'autre côté de la rivière Save, sur le territoire de l'État indépendant de Croatie, pour enfermer et exterminer les Juifs, les Serbes, les Roms et d'autres captifs.
Le 8 décembre 1941, tous les Juifs encore en vie à Belgrade ont ordre de s'inscrire dans les bureaux du Judenreferat (police juive de la Gestapo), rue George Washington. Les Allemands leur prennent la clé de leurs maisons puis les emmènent, par le pont sur la Save, vers le camp du Judenlager de Sajmište, récemment ouvert. 7 000 femmes et enfants juifs sont internés dans ce camp, dans les ruines du bombardement, pendant un hiver rigoureux qui cause des centaines de morts.
Les premières victimes des Gaswagen sont le personnel et les patients des deux hôpitaux juifs de Belgrade. Pendant deux journées de mars 1942, les nazis font monter plus de 800 personnes — principalement des malades — dans le camion, par groupes de 80 à 100 victimes. Celles-ci meurent d'asphyxie au monoxyde de carbone pendant que le camion se rend aux sites d'exécution de Jajinci. Une fois vidés les hôpitaux juifs, la destruction des femmes et des enfants juifs commence à Semlin. L'historien Christopher Browning indique :

« Une fois rempli, le Gaswagen a gagné le pont de Sava, à quelques centaines de mètres de l'entrée du camp, où Andorfer [le commandant] attendait dans sa voiture pour ne pas voir le chargement... De l'autre côté du pont, le camion s'arrêtait et l'un des conducteurs sortait pour travailler sous le châssis, en reliant le pot d'échappement au compartiment scellé. Le camion des bagages quittait la route pendant que le Gaswagen et la voiture du commandant traversaient Belgrade pour rejoindre un lieu d'exécution... à dix kilomètres au Sud de la ville. »

Du 19 mars au 10 mai, les conducteurs, Götz and Meyer, accompagnés par Herbert Andorfer (de) (commandant du camp), ont effectué entre 65 et 70 trajets reliant Semlin et Jajinci, provoquant la mort de 6 300 détenus juifs. À Semlin, où près de 7 000 juifs sont détenus, moins de 50 femmes ont survécu. Parmi les victimes du camp figurent 10 600 Serbes et un nombre inconnu de Roms. En septembre 1944, les gendarmes de Milan Nedić, Dimitrije Ljotić et les Tchetniks avaient capturé environ 455 juifs survivants en Serbie, qui sont envoyés au camp de Banjica puis immédiatement assassinés,.

### Destruction des réfugiés de Kladovo

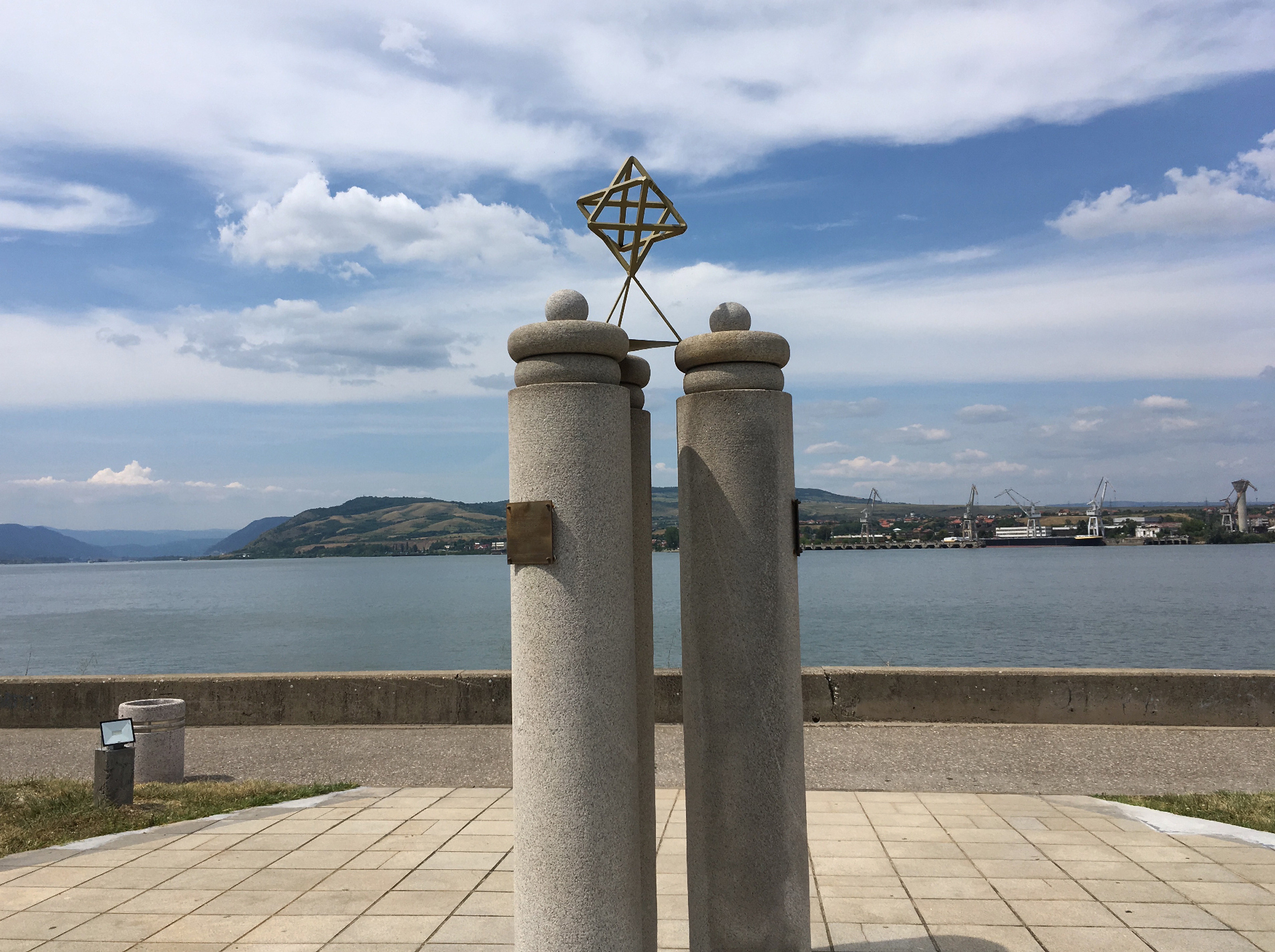
Monument aux réfugiés de Kladovo.

En décembre 1939, des navires transportant environ 1 200 réfugiés juifs, venus principalement d'Autriche et d'Allemagne, arrivent à Kladovo, à la frontière serbe avec la Roumanie. Les voyageurs, qui fuient les nazis, transitent par le Danube jusqu'à la mer Noire pour se rendre en Palestine mandataire ; toutefois, à cause des limites britanniques sur la migration de Juifs en Palestine, les autorités roumaines refusent de laisser passer ces réfugiés. Ceux-ci vivent d'abord sur le rivage et dans les bateaux à Kladovo avec l'aide fournie par la communauté juive de Belgrade. En septembre 1940, les voyageurs sont déplacés dans la ville serbe de Šabac, où certains s'installent dans des domiciles privés et d'autres dans des centres communautaires. Accueillis par le maire et les habitants locaux, les réfugiés reprennent des activités culturelles, éducatives et religieuses, certains des jeunes rejoignent l'équipe locale de football. En avril 1941, quand les Allemands envahissent la Serbie, ils envoient ces réfugiés ainsi que les juifs locaux dans un camp d'internement proche de Šabac. En septembre 1941, dans le cadre des représailles contre l'attaque des partisans à Šabac, les nazis emmènent les hommes juifs dans une « marche sanglante » forcée de 46 kilomètres, où 21 traînards sont assassinés. En octobre 1941, des escadrons de la Wehrmacht fusillent les hommes survivants dans le cadre des exécutions de 2 100 otages en représailles à la mort de 21 soldats allemands aux mains des partisans. En janvier 1942, les nazis emmènent les femmes et les enfants à Zemun avant de les obliger à marcher 10 kilomètres dans la neige jusqu'au camp de concentration de Sajmište ; certains jeunes enfants meurent pendant le trajet. À l'exception de deux femmes réfugiées de Kladovo qui ont survécu, tous les membres sont assassinés ensuite par les Allemands dans les Gaswagen en même temps que les autres femmes et enfants juifs issus de toute la Serbie.

### La Shoah dans le Banat
Au Banat, les autorités des Souabes du Danube, qui sont allemandes, aident à commettre la Shoah. Sous les ordres de Sepp Janko (en), les autorités allemandes locales déportent environ 4 000 à 10 000 juifs du Banat vers le territoire des autorités militaires allemandes en Serbie pour qu'ils y soient assassinés dans les camps de concentration nazis, comme à Sajmište.

### Liste des camps de concentration nazis en Serbie occupée
- Camp de concentration de Sajmište
- Camp de concentration de Banjica

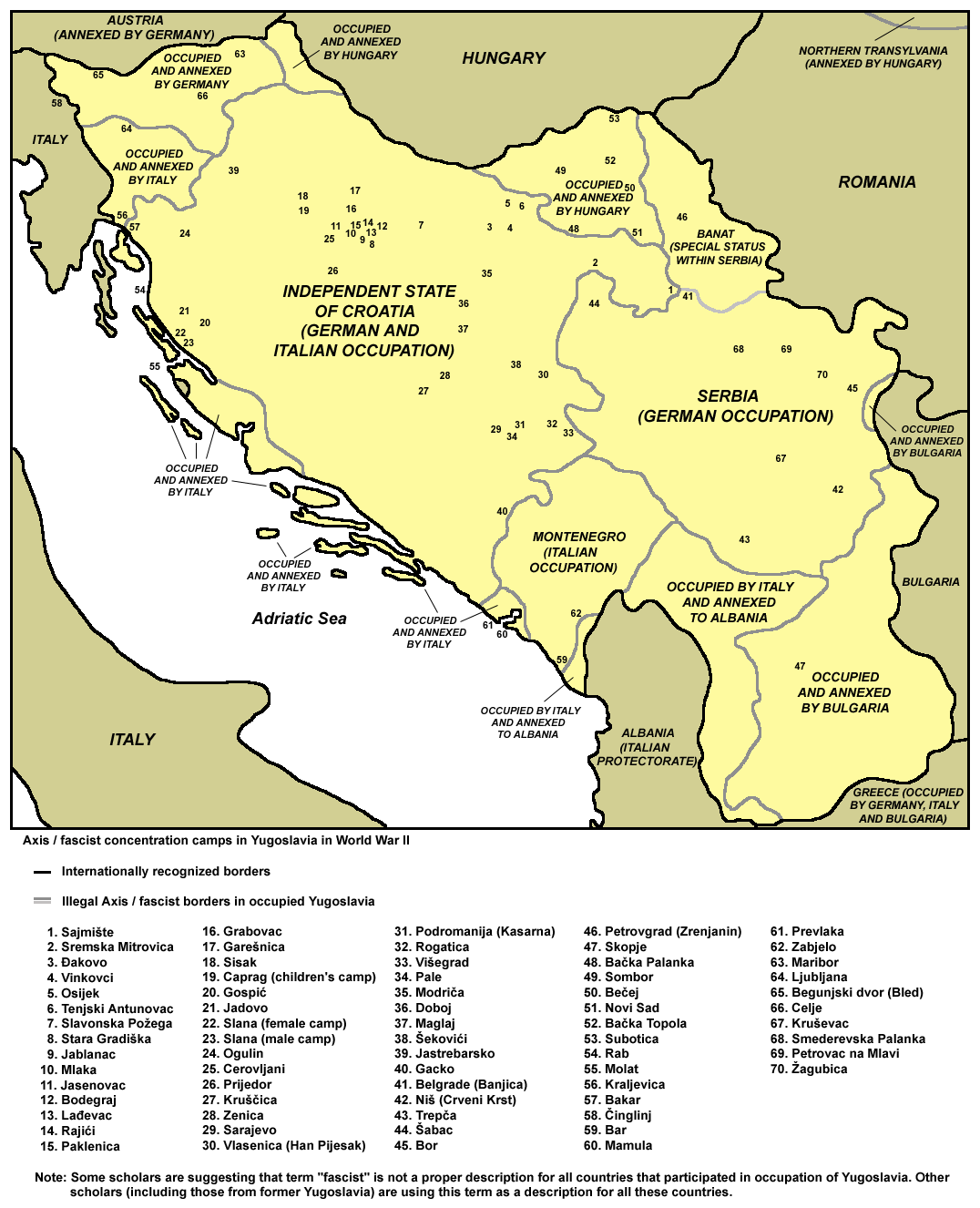
Carte des camps de concentration en Yougoslavie pendant la Seconde Guerre mondiale.

- camp de concentration de Topovske Šupe
- Camp de concentration de Crveni krst

## Rôle de la Wehrmacht

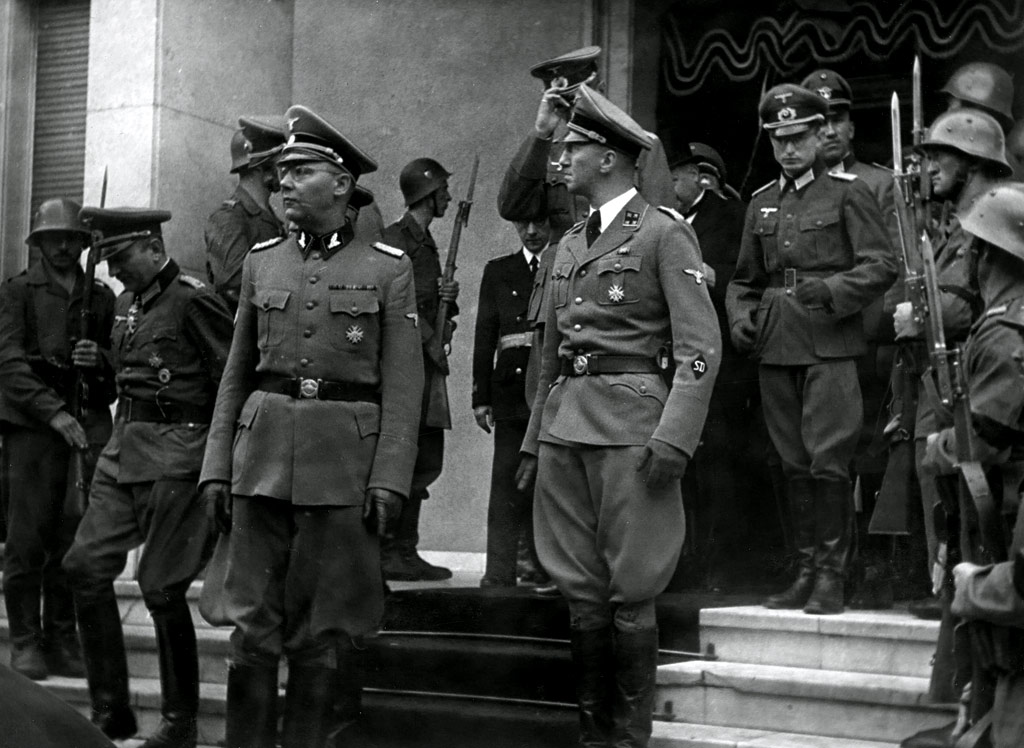
Emanuel Schäfer et Bruno Sattler à Belgrade en 1943.

Même si la Wehrmacht, après la guerre, déclare qu'elle n'a pris aucune part aux actes génocidaires, le général Franz Böhme et ses hommes ont planifié et exécuté le massacre de plus de 20 000 Juifs et Roms sans recevoir le moindre signal de Berlin. Comme l'écrit Tomasevich :

« Les Allemands ont appliqué la Solution Finale presque entièrement en Serbie et dans le Banat, avant même que cette politique ne soit officiellement annoncée. Deux raisons principales sous-tendent ce fait. D'abord, les Allemands contrôlaient entièrement ces secteurs via l'occupation et les armées allemandes ont ainsi pu mener l'extermination des Juifs. Ensuite, la résistance en Serbie, menée par les communistes, a provoqué la fusillade en masse d'otages en représailles ; parmi ceux-ci, les Allemands ont ciblé de nombreux juifs détenus dans les camps de concentration. »

Un soldat allemand écrit après la guerre : « la fusillade des Juifs n'a aucun rapport avec les attaques des partisans » et les représailles ne constituent « qu'un alibi pour exterminer les Juifs ». Harald Turner, chef de l'administration militaire en Serbie, justifie les assassinats de Juifs parmi les otages serbes par des raisons pratiques (« Ils [les Juifs] étaient ceux qui nous avions dans le camp » et « Ce faisant, la question juive trouve une solution plus rapide »), en ajoutant que « [les Juifs] sont aussi des citoyens serbes et doivent disparaître ». Au moment de la conférence de Wannsee, l'armée allemande a déjà tué presque tous les hommes juifs en Serbie et dans le Banat et elle a rassemblé les femmes et les enfants juifs au camp de concentration de Sajmište en prévision de leur extermination au printemps 1942.
Le SS-commander Harald Turner, chef de l'administration militaire allemande en Serbie, résume par quels procédés les nazis ont appliqué le génocide des juifs serbes : 

« Il y a plusieurs mois déjà, j'ai fusillé tous les Juifs que j'ai pu attraper dans ce secteur, rassemblé tous les femmes et enfants juifs dans un camp de concentration et, avec l'aide du SD (Sicherheitsdienst), j'ai obtenu un "camion anti-poux", qui sous deux à quatre semaines aura permis de vider entièrement le camp...
Lettre de Harald Turner à Karl Wolff, datée du 11 avril 1942 »

Si les Allemands portent la responsabilité exclusive des tentatives d'extermination des Juifs en Serbie, ils reçoivent l'appui des collaborateurs locaux du gouvernement Nedić (entre autres), qui les aident à rafler les Juifs, les Roms et les Serbes qui s'opposent à l'occupation. Dimitrije Ljotić fonde le parti fasciste ZBOR, pro-nazi et pan-serbe,,,. Le parti est un réseau très actif qui publie de nombreux documents marqués par un antisémitisme extrême. La branche militaire du Zbor, appelée le Corps de volontaires serbes, soutient activement la Gestapo dans l'extermination des Juifs.
Emanuel Schäfer, commandant de la police de la Sécurité et de la Gestapo en Serbie, condamné en Allemagne en 1953 pour la mort de 6 000 juifs serbes par Gaswagen à Sajmiste, a transmis à Berlin ce message célèbre, après l'assassinat des derniers juifs en mai 1942 : « Serbien ist judenfrei ». De même, le SS Harald Turner, qui est ensuite exécuté à Belgrade pour crimes de guerre, déclare en 1942 : « La Serbie est le seul pays où la question juive et la question rom ont trouvé leur solution ». Au moment où la Serbie et les zones orientales de la Yougoslavie sont libérées en 1944, la plupart des juifs serbes avaient péri. La Yougoslavie d'avant-guerre, en 1941, comptait 82 500 personnes juives ; seules 14 000 (soit 17 %) ont survécu à la Shoah. La population juive en Serbie représentait 16 000 personnes et les nazis en ont assassiné 14 500,,.
L'historien Christopher Browning, qui a participé à la conférence sur la Shoah et l'implication de la Serbie, déclare : « Hormis la Pologne et l'Union soviétique (en), la Serbie est le seul pays où toutes les victimes juives sont assassinées sur place, sans déportation, et c'est aussi le premier pays, après l'Estonie, qui est déclaré judenfrei, vocable nazi utilisé pendant la Shoah pour désigner un secteur vidé de ses Juifs ».

### Collaborationnistes

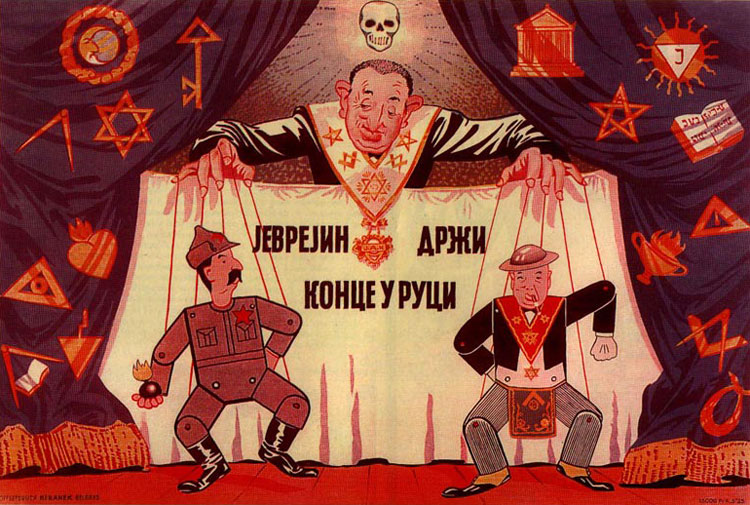
Affiche de propagande antisémite et anti-maçonnique diffusée par le régime collaborationniste de Nedić.

Pour l'aider à réprimer la résistance croissante des partisans en Serbie, l'armée allemande crée un gouvernement collaborationniste, qui lui est totalement inféodé, doté de pouvoirs limités et sous la direction de Milan Nedić. Si les Allemands dirigent de bout en bout la Shoah en Serbie et exécutent les massacres de juifs,, les forces collaborationnistes prêtent leur concours de plusieurs manières. Sur ordre des Allemands, la police spéciale recense les juifs et applique les lois nazies, comme l'obligation de porter l'étoile jaune. Par la suite, les armées occupantes procèdent à des rafles massives de Juifs pour les conduire dans les camps de concentration,, mais ce sont les administrations collaborationnistes qui pistent et capturent les Juifs qui ont échappé à ces rafles. Ainsi, de 1942 à 1944, la hiérarchie sous contrôle nazi capture et livre au moins 455 juifs aux Allemands. Certains Juifs qui se cachent dans les campagnes sont tués et dépouillés par les Tchetniks.
L'occupant et ses collaborateurs dirigent ensemble le camp de concentration de Banjica où, sur 23 697 détenus recensés, 688 sont juifs. La Gestapo en tue 382 à Banjica et déporte les survivants vers d'autres camps de concentration. Les collaborationnistes, notamment les membres du ZBOR fasciste, diffusent une propagande antisémite ; celle des Tchetniks soutient que la résistance des partisans est composée de juifs. Après l'extermination de la plupart des juifs serbes aux mains des nazis, un document de Nedić signale que « grâce à l'occupant, nous nous sommes libérés des juifs et il nous appartient désormais de nous défaire d'autres éléments immoraux qui font obstacle à l'unité spirituelle et nationale en Serbie ».
Les Allemands placent la région du Banat sous le contrôle de collaborateurs locaux appartenant à la minorité allemande. Ces derniers procèdent à la première rafle de masse contre les juifs serbes et envoient des juifs locaux dans les camps de concentration nazis près de Belgrade, où ces victimes font partie des premières personnes assassinées par l'armée allemande.

## Nombre de victimes

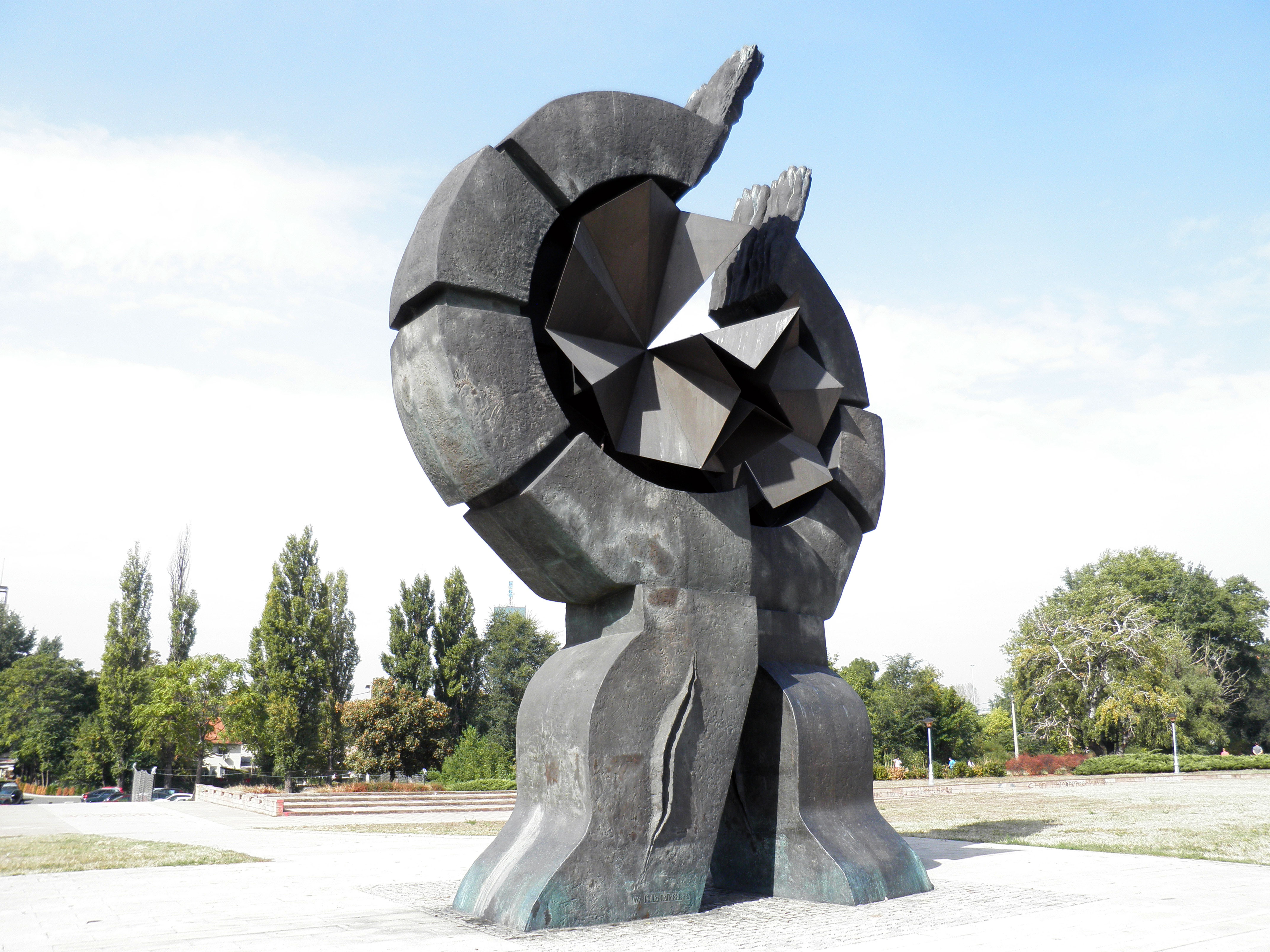
Monument en mémoire des victimes du camp de concentration de Sajmište.

Sur les 16 000 juifs que compte la Serbie occupée, les nazis en assassinent environ 14 500. Jozo Tomasevich, en citant Jasa Romano, relève qu'en Serbie à proprement parler les nazis ont tué 11 000 juifs, auxquels s'ajoutent 3 000 autres juifs venus de la région du Banat sous contrôle allemand.
D'après Jelena Subotić, la Serbie avant l'occupation comptait 33 500 juifs, dont environ 27 000 sont tués dans la Shoah. En Serbie occupée, environ 12 000 juifs sur 17 000 sont morts très tôt pendant la guerre, y compris pratiquement tous les 11 000 juifs de Belgrade.
D'après des experts yougoslaves et des rapports d'après-guerre issus de la commission du gouvernement yougoslave, pratiquement tous les Juifs de Serbie — y compris ceux du Banat — semblent avoir été assassinés. Les Juifs qui ont rejoint les partisans ont survécu, ainsi que ceux qui faisaient partie de l'Armée royale yougoslave, capturés pendant l'invasion et qui ont été envoyés en Allemagne comme prisonniers de guerre. Par conséquent, le nombre de juifs assassinés s'élève à quelque 16 000, alors que Romano, dans ses estimations les plus récentes, réduit ce nombre à 15 000 personnes.

## Civils serbes offrant leur secours
En 2019, 139 Serbes sont des Justes parmi les nations selon Yad Vashem. Ce nombre ne reflète pas forcément la totalité des secours apportés dans chaque pays, mais plutôt les dossiers documentés auprès de Yad Vashem . Jaša Almuli, ancien président de l'association juive de Belgrade, écrit que le faible nombre de Juifs secourus tient au régime imposé par l'occupant, le plus cruel d'Europe (hormis celui d'Union soviétique) avec ses lois sur les représailles. Raphael Lemkin remarque que les Serbes ont reçu l'interdiction d'aider les Juifs sous peine d'être exécutés dans le cas où ils abriteraient ou protégeraient des Juifs ou s'ils recevaient ou acceptaient des objets de valeur de leur part.

## Après-guerre

### Restitution des biens
La Serbie est le premier pays d'Europe qui adopte une loi prévoyant la restitution des biens confisqués aux victimes juives sans héritiers pendant la Shoah. La loi indique qu'outre la restitution, la Serbie versera 950 000 euros chaque année, prélevés sur son budget, à l'Union des Municipalités juives à partir de 2017. La World Jewish Restitution Organization (WJRO) s'est réjouie de cette loi. L'ambassade d'Israël en Serbie s'est aussi montrée satisfaite.

### Révisionnisme en Serbie
Pendant les années 1990, divers historiens serbes ont minimisé les actes de Milan Nedić et Dimitrije Ljotić dans l'extermination des Juifs de Serbie. En 1993, l'Académie serbe des sciences et des arts classe Nedić parmi « Les 100 Serbes les plus éminents ».
En 2006, le bâtiment du gouvernement de Serbie comporte un portrait de Milan Nedić auprès d'autres chefs d'État serbes. Cette tentative de réhabiliter Nedić, ainsi que d'autres, fait l'objet de critiques acides, dont celles d'Aleksandar Lebl, qui dirige l'Association des communautés juives de Serbie et qui déclare : « Nedić était antisémite, comme le reste de son gouvernement, de sa police et de son armée - tous ont pris part à la persécution des Juifs, seuls les instigateurs et les exécuteurs étaient Allemands ». En 2009, le portrait de Nedić est retiré après la démarche d'Ivica Dačić.
Après la dislocation de la Yougoslavie, des conseillers municipaux de Smederevo cherchent à donner à la plus grande place de la ville le nom de Ljotić. Ces conseillers prennent la défense de Ljotić pendant la guerre et justifient leur initiative en soutenant que : « [La collaboration]... était nécessaire à la survie biologique du peuple serbe » pendant la Seconde Guerre mondiale. Par la suite, le magazine serbe Pogledi (en) publie une série d'articles dans une tentative d'exonérer Ljotić de ses responsabilités. En 1996, Vojislav Koštunica, futur président, fait l'éloge de Ljotić dans une déclaration publique. Koštunica et son parti, Demokratska stranka Srbije (DSS), militent pour réhabiliter certaines personnalités comme Ljotić et Nedić après le renversement de Slobodan Milošević et de son gouvernement socialiste en octobre 2000.